# Tatsuro Yamashita
Yamashita Tatsuro (山下達郎) (nascido em 4 de fevereiro de 1953) ocasionalmente creditado como Tatsu Yamashita ou Tats Yamashita, é um músico japonês.
Yamashita é mais conhecido por causa da canção "Christmas Eve", que inicialmente apareceu no álbum Melodies em 1983.
Mariya Takeuchi é sua esposa, com quem se casou em 1982, e com ela tem uma filha.

## Discografia

### Álbuns de estúdio
| Ano  | Álbum                                  | Posições na parada (JP) | Selo        | Notas                                 |
| ---- | -------------------------------------- | ----------------------- | ----------- | ------------------------------------- |
| 1976 | Circus Town                            | 27                      | RVC/RCA     | Apareceu duas vezes na parada de 2002 |
| 1977 | Spacy                                  | 29                      | RVC/RCA     | Apareceu duas vezes na parada de 2002 |
| 1978 | Go Ahead!                              | 25                      | RVC/RCA     | Apareceu duas vezes na parada de 2002 |
| 1979 | Moonglow                               | 20                      | RVC/RCA     |                                       |
| 1980 | Ride on Time                           | 1                       | RVC/AIR     |                                       |
| 1980 | On the Street Corner 1                 | 13                      | RVC/AIR     |                                       |
| 1982 | For You                                | 1                       | RVC/AIR     |                                       |
| 1983 | Melodies                               | 1                       | Alfa Moon   |                                       |
| 1984 | Big Wave                               | 2                       | Alfa Moon   |                                       |
| 1986 | Pocket Music                           | 1                       | Alfa Moon   |                                       |
| 1986 | On the Street Corner 2                 | 3                       | Alfa Moon   |                                       |
| 1988 | Boku no Naka no Shounen (僕の中の少年) | 1                       | Alfa Moon   |                                       |
| 1991 | Artisan                                | 1                       | Moon/MMG    |                                       |
| 1993 | Season's Greetings                     | 4                       | Moon/MMG    | Álbum de Natal                        |
| 1998 | Cozy                                   | 1                       | Moon/Warner |                                       |
| 1999 | On the Street Corner 3                 | 4                       | Moon/Warner |                                       |
| 2005 | Sonorite                               | 2                       | Moon/Warner |                                       |
| 2011 | Ray of Hope                            | 1                       | Moon/Warner |                                       |

#### Álbuns gravados com outros artistas
| Ano  | Álbum                                                     | Posição na parada (JP) | Selo             | Notas                                                                       |
| ---- | --------------------------------------------------------- | ---------------------- | ---------------- | --------------------------------------------------------------------------- |
| 1975 | Songs                                                     | 3                      | Elec/Niagara     | - O único álbum pela banda Sugar Babe - Apareceu duas vezes na para de 1992 |
| 1976 | Niagara Triangle Vol.1 (with Ei-ichi Ōtaki and Ginji Ito) | 63                     | Niagara/Columbia |                                                                             |

#### Álbuns gravados com outros músicos
| Ano  | Álbum                                                     | Posição na parada (JP) | Gravadora        | Notas                                          |
| ---- | --------------------------------------------------------- | ---------------------- | ---------------- | ---------------------------------------------- |
| 1975 | Songs                                                     | 3                      | Elec/Niagara     | - O único álbum de estúdio da banda Sugar Babe |
| 1976 | Niagara Triangle Vol.1 (with Ei-ichi Ōtaki and Ginji Ito) | 63                     | Niagara/Columbia |                                                |

### Álbuns ao vivo
| Ano  | álbum                       | Posição na parada (JP) | Gravadora |
| ---- | --------------------------- | ---------------------- | --------- |
| 1978 | It's a Poppin' Time         | 28                     | RCA/Air   |
| 1989 | Joy: Tatsuro Yamashita Live | 3                      | Alfa Moon |

### Compilações
| Ano  | Álbum                               | Posição na parada (JP) | Selo             |
| ---- | ----------------------------------- | ---------------------- | ---------------- |
| 1980 | Tatsuro from Niagara                | 37                     | Niagara/Columbia |
| 1982 | Greatest Hits! of Tatsuro Yamashita | 2                      | RVC/AIR          |
| 1984 | Come Along II                       | 8                      | RVC/AIR          |
| 1984 | Come Along                          | 32                     | RVC/AIR          |
| 1985 | Tatsuro Collection                  | 35                     | RVC/AIR          |
| 1986 | Ballad for You                      | 37                     | RVC/AIR          |
| 1986 | Rock'n Funk Tatsu                   | 59                     | RVC/AIR          |
| 1990 | Best Pack I (1976–1979)             | —                      | RVC/AIR          |
| 1990 | Best Pack II (1979–1982)            | —                      | RVC/AIR          |
| 1995 | Treasures                           | 1                      | Moon/East West   |
| 2002 | Rarities                            | 1                      | Moon/Warner      |

### Outros lançamentos
Os seguintes materiais não são comercializados para os varejistas.
| Álbum                                 | Selo       |
| ------------------------------------- | ---------- |
| Add Some Music to Your Day            | Wild Honey |
| The Works of Tatsuro Yamashita Vol.1  | Wild Honey |
| Tatsuro Yamashita CM Collection Vol.1 | Wild Honey |
| Tatsuro Yamashita CM Collection Vol.2 | Wild Honey |

### Singles
| Ano  | A-Side                                                                              | B-Side(s) / Double A-Side                                                                      | Posição na parada (JP) | Selo             | Notas                                     |
| ---- | ----------------------------------------------------------------------------------- | ---------------------------------------------------------------------------------------------- | ---------------------- | ---------------- | ----------------------------------------- |
| 1975 | "Downtown"                                                                          | "Itsumo Dōri (いつも通り)" (escrito por Taeko Ōnuki)                                           | —                      | Elec/Niagara     | Único single de Sugar Babe                |
| 1976 | "Shiawase ni Sayonara (幸せにさよなら)"                                             | "Dreaming Day"                                                                                 | —                      | Columbia/Niagara | Colaboração com Ei-ichi Ōtaki e Ginji Ito |
| 1979 | "Let's Dance Baby"                                                                  | "Bomber"                                                                                       | —                      | RVC/RCA          |                                           |
| 1979 | "Ai wo Egaite (愛を描いて) (Let's Kiss the Sun)"                                    | "Shiosai (潮騒)"                                                                               | —                      | RVC/RCA          |                                           |
| 1979 | "Eien no Full Moon (永遠のFULL MOON)"                                               | "Funky Flushin'"                                                                               | —                      | RVC/AIR          |                                           |
| 1980 | "Ride on Time"                                                                      | "Rainy Talk"                                                                                   | 3                      | RVC/AIR          |                                           |
| 1980 | "My Sugar Babe"                                                                     | "Daydream"                                                                                     | 90                     | RVC/AIR          |                                           |
| 1982 | "Amaku Kiken na Kaori (あまく危険な香り)"                                           | "Music Book"                                                                                   | 12                     | RVC/AIR          |                                           |
| 1983 | "Koukiatsu Girl (高気圧ガール, Koukiatsu Gāru)"                                     | "Darlin'"                                                                                      | 17                     | Alfa Moon        |                                           |
| 1983 | "Sprinkler (スプリンクラー, Supurinkurā)"                                           | "Please Let Me Wonder"                                                                         | 34                     | Alfa Moon        |                                           |
| 1983 | "Christmas Eve (クリスマス・イブ, Kurisumasu Ibu)"                                  | "White Christmas"                                                                              | 44                     | Alfa Moon        | 12-inch single                            |
| 1984 | "The Theme from Big Wave"                                                           | "I Love You (Part I & II)"                                                                     | 23                     | Alfa Moon        |                                           |
| 1985 | "Kaze no Corridor (風の回廊, Kaze no Koridō)"                                       | "Shiosai (潮騒)" [Live version]                                                                | 12                     | Alfa Moon        |                                           |
| 1985 | "Doyoubi no Koibito (土曜日の恋人)"                                                 | "Mermaid"                                                                                      | 22                     | Alfa Moon        |                                           |
| 1986 | "Christmas Eve (クリスマス・イブ, Kurisumasu Ibu)"                                  | "White Christmas"                                                                              | 1                      | Alfa Moon        |                                           |
| 1987 | "Odoroyo, Fish (踊ろよ、フィッシュ, Odoroyo Fisshu)"                                | "You Make Me Feel Brand New"                                                                   | 19                     | Alfa Moon        |                                           |
| 1988 | "Get Back in Love"                                                                  | "First Luck (Hajimete no Shiawase (初めての幸運))"                                             | 6                      | Alfa Moon        |                                           |
| 1989 | "Neo-Tokyo Rhapsody (新・東京ラプソディ, Neo-Tokyo Rapusodī)"                       | "The Girl in White"                                                                            | 76                     | Alfa Moon        |                                           |
| 1989 | "Oyasumi Rosie (おやすみロージー, Oyasumi Rōjī)"                                    | "Suteki na Gogo wa (素敵な午後は)" [Live version]                                              | 22                     | Alfa Moon        |                                           |
| 1990 | "Endless Game"                                                                      | "The Theme from Big Wave" [Live version]                                                       | 5                      | MMG/Moon         |                                           |
| 1991 | "Sayonara Natsu no Hi (さよなら夏の日)"                                             | "Morning Shine"                                                                                | 12                     | MMG/Moon         |                                           |
| 1991 | "Turner no Kikansha (ターナーの汽罐車, Tānā no Kikansha) -Turner's Steamroller-"    | "Only with You" [Live version]                                                                 | 30                     | MMG/Moon         |                                           |
| 1992 | "Atom no Ko (アトムの子, Atomu no Ko)"                                              | "Blow"                                                                                         | 18                     | MMG/Moon         |                                           |
| 1993 | "Magic Touch"                                                                       | "I Do"                                                                                         | 17                     | MMG/Moon         |                                           |
| 1993 | "Jungle Swing"                                                                      | Medley: "Bella Notte"/"Have Yourself a Merry Little Christmas"                                 | 22                     | MMG/Moon         |                                           |
| 1994 | "Parade"                                                                            | "Downtown"                                                                                     | 29                     | MMG/Moon         |                                           |
| 1995 | "Sekai no Hate Made (世界の果てまで)"                                               | "Futari no Natsu (二人の夏)" [Live version]                                                    | 24                     | MMG/Moon         |                                           |
| 1996 | "Ai no Tomoshibi (愛の灯) -Stand in the Light-"                                     | "Konuka Ame (こぬか雨)" [Live version]                                                         | 23                     | Eastwest/Moon    | Dueto com Melissa Manchester              |
| 1996 | "Dreaming Girl"                                                                     | "Suna no On-na (砂の女)" [Live version]                                                        | 25                     | Eastwest/Moon    |                                           |
| 1998 | "Heron (ヘロン)"                                                                    | —                                                                                              | 10                     | Warner/Moon      |                                           |
| 1998 | "Itsuka Hareta Hi ni (いつか晴れた日に)"                                            | "Su Ki Su Ki Sweet Kiss! (好・き・好・き SWEET KISS!)"                                         | 12                     | Warner/Moon      |                                           |
| 1998 | "Christmas Eve (クリスマス・イブ, Kurisumasu Ibu)"                                  | "White Christmas"                                                                              | 56                     | Warner/Moon      |                                           |
| 1999 | "Atom no Ko (アトムの子, Atomu no Ko)"                                              | "Blow"                                                                                         | 88                     | Warner/Moon      |                                           |
| 1999 | "Love Can Go the Distance"                                                          | "When You Wish Upon a Star"                                                                    | 18                     | Warner/Moon      |                                           |
| 2000 | "Juvenile no Theme (Hitomi no Naka no Rainbow) (JUVENILEのテーマ～瞳の中のRAINBOW)" | "Atom no Ko (アトムの子, Atomu no Ko)" [Live version]                                          | 20                     | Warner/Moon      |                                           |
| 2000 | "Christmas Eve (クリスマス・イブ, Kurisumasu Ibu)"                                  | "White Christmas" / "Christmas Eve" [English lyrics ver.]                                      | 6                      | Warner/Moon      |                                           |
| 2001 | "Kimi no Koe ni Koi Shiteru (君の声に恋してる)"                                     | "So Much in Love" [Remix]                                                                      | 15                     | Warner/Moon      |                                           |
| 2002 | "Loveland, Island"                                                                  | "Your Eyes"                                                                                    | 26                     | BMG/AIR          |                                           |
| 2003 | "Ride on Time"                                                                      | "Amaku Kiken na Kaori (あまく危険な香り)"                                                      | 13                     | BMG/AIR          |                                           |
| 2003 | "2000 ton no Ame (2000トンの雨)" [2003 New Vocal Remix]                             | "Phoenix"                                                                                      | 16                     | Warner/Moon      |                                           |
| 2003 | "Christmas Eve (クリスマス・イブ, Kurisumasu Ibu)"                                  | "White Christmas" / "Christmas Eve" [English ver, remix]                                       | 47                     | Warner/Moon      |                                           |
| 2004 | "Wasurenaide (忘れないで)"                                                          | "Lucky Girl ni Hanataba wo (ラッキー・ガールに花束を, Rakkī Gāru ni Hanataba wo)"              | 14                     | Warner/Moon      |                                           |
| 2005 | "Forever Mine"                                                                      | "Midas Touch"                                                                                  | 8                      | Warner/Moon      |                                           |
| 2005 | "Taiyou no Ekubo (太陽のえくぼ)"                                                    | —                                                                                              | 29                     | Warner/Moon      |                                           |
| 2005 | "Shiroi Umbrella (白いアンブレラ)"                                                  | "Lucky Girl ni Hanataba wo (ラッキー・ガールに花束を, Rakkī Gāru ni Hanataba wo)"              | 49                     | Warner/Moon      |                                           |
| 2008 | "Zutto Issho sa (ずっと一緒さ)"                                                     | "Angel of the Light" / "La Vie en rose"                                                        | 4                      | Warner/Moon      |                                           |
| 2009 | "Bokura no Natsu no Yume (僕らの夏の夢)"                                            | "Muse" / "Atom no Ko (アトムの子, Atomu no Ko)" [Live version]                                 | 8                      | Warner/Moon      |                                           |
| 2010 | "Machi Monogatari (街物語)"                                                         | "ついておいで(FOLLOW ME ALONG) ('09 Live Version) (街物語(まちものがたり) (Original Karaoke))" | 13                     | Warner/Moon      |                                           |